# Hwajangsan
Hwajangsan (koreanska: 화장산) är ett berg i Sydkorea.   Det ligger i provinsen Norra Gyeongsang, i den östra delen av landet, 190 km öster om huvudstaden Seoul. Toppen på Hwajangsan är 832 meter över havet, eller 196 meter över den omgivande terrängen. Bredden vid basen är 3,4 km.
Terrängen runt Hwajangsan är huvudsakligen kuperad. Runt Hwajangsan är det ganska glesbefolkat, med 28 invånare per kvadratkilometer. I omgivningarna runt Hwajangsan växer i huvudsak blandskog.